# Vanessa Guzmán
Vanessa Guzmán Niebel (Ciudad Juárez, 19 ottobre 1976) è un'attrice messicana.
È stata eletta Miss Messico 1996, ed ha rappresentato il Messico a Miss Universo 1996.

## Filmografia

### Cinema
- 16 en la lista (1998)

### Televisione
- Camila (1998)
- Siempre te amaré (2000)
- Amigos X siempre (2000)
- Carita de ángel (2000)
- Aventuras en el tiempo (2001)
- Entre el amor y el odio (2002)
- Amar otra vez (2003)
- Alborada (2005)
- Amor mío (2006-2007)
- Atrévete a soñar (2009)